# Ylimmäinen Pitkälompola
Ylimmäinen Pitkälompola och Alimmainen Pitkälompola eller Pitkälompolo är en sjö i Finland. Den ligger i kommunen Enare i landskapet Lappland, i den norra delen av landet, 1 000 km norr om huvudstaden Helsingfors. Pitkälompolo ligger 205 meter över havet. Arean är 16 hektar och strandlinjen är 4,86 kilometer lång. Sjön  ingår i Pasvik älvs huvudavrinningsområde. 